# Hyundai Grandeur
Hyundai Grandeur — седан бизнес-класса от компании Hyundai Motor. Производится на заводе в городе Асан в Южной Корее. Он занимает в модельном ряду компании место между моделями Sonata и Genesis. С 2011 года производится пятое поколение модели, а впервые Grandeur был представлен в 1986 году на общей платформе Mitsubishi Debonair. Носит имя Hyundai Azera в Северной Америке, Китае, Тайване, Филиппинах, Иране, Малайзии, Южной Африке, Сингапуре, Чили, Бразилии и Перу.
В Россию и на Украину поставлялся с двумя моторами: 2,7L DOHC V6 и 3,3L DOHC V6 с 5-ступенчатой автоматической коробкой передач. На данный момент компания прекратила продажи Hyundai Grandeur в России в связи с низким спросом.

## Обновление
В 2017 году стартуют продажи обновлённого седана, но не в России. Вид Grandeur полностью изменён и внешне похож на Genesis G80, а салон получил дополнительное пространство, за счёт увеличения колёсной базы. При этом, ширина осталась прежней.
Палитра доступных цветовых решений для кузова:
- Eclipse Black;
- Moroccan Pearl;
- Diamond White Pearl;
- Starlight Silver;
- Pewter Gray Metallic;
- Venetian Red Pearl.

## Галерея

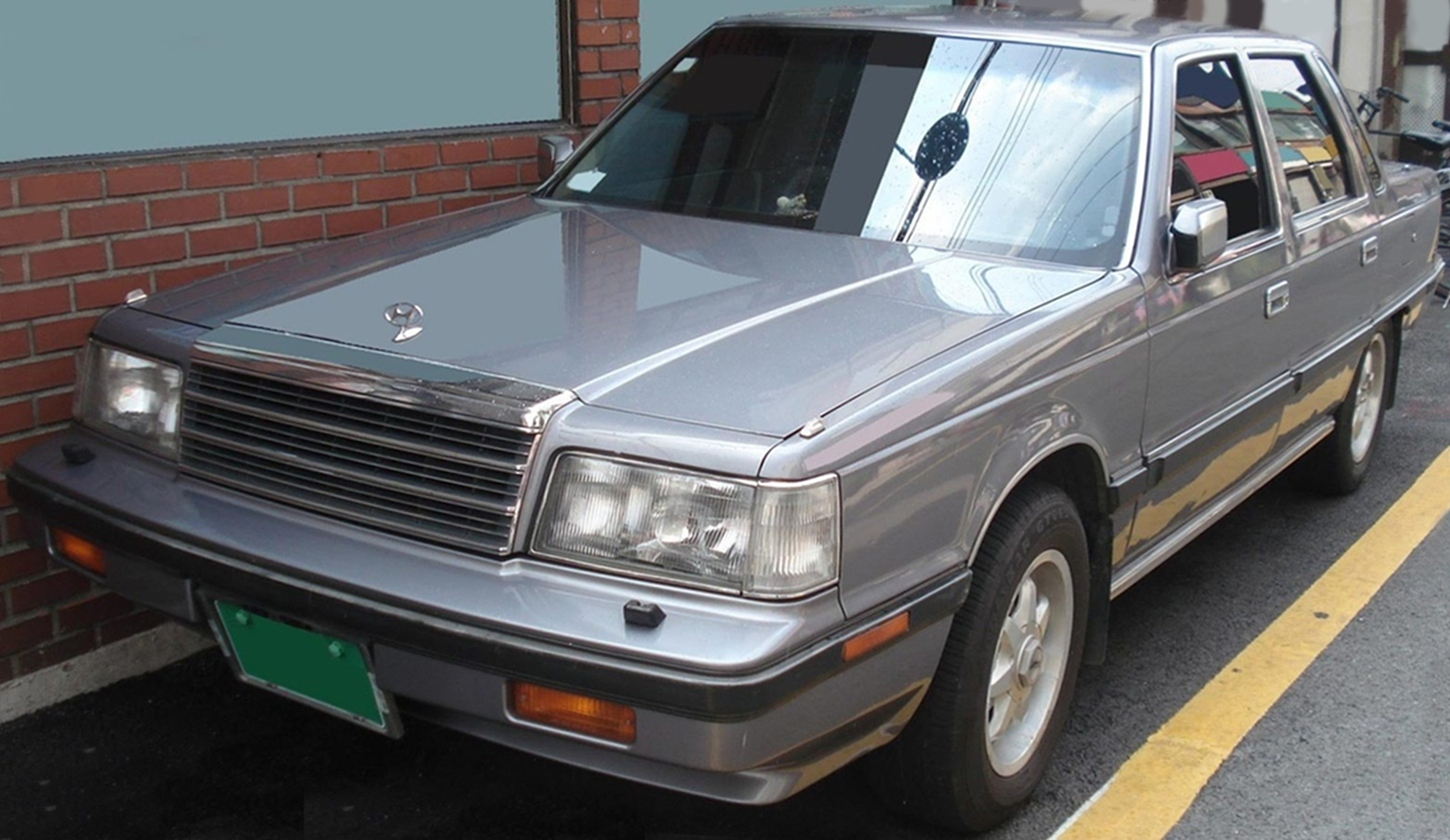
Первое поколение 1986-1992 г.
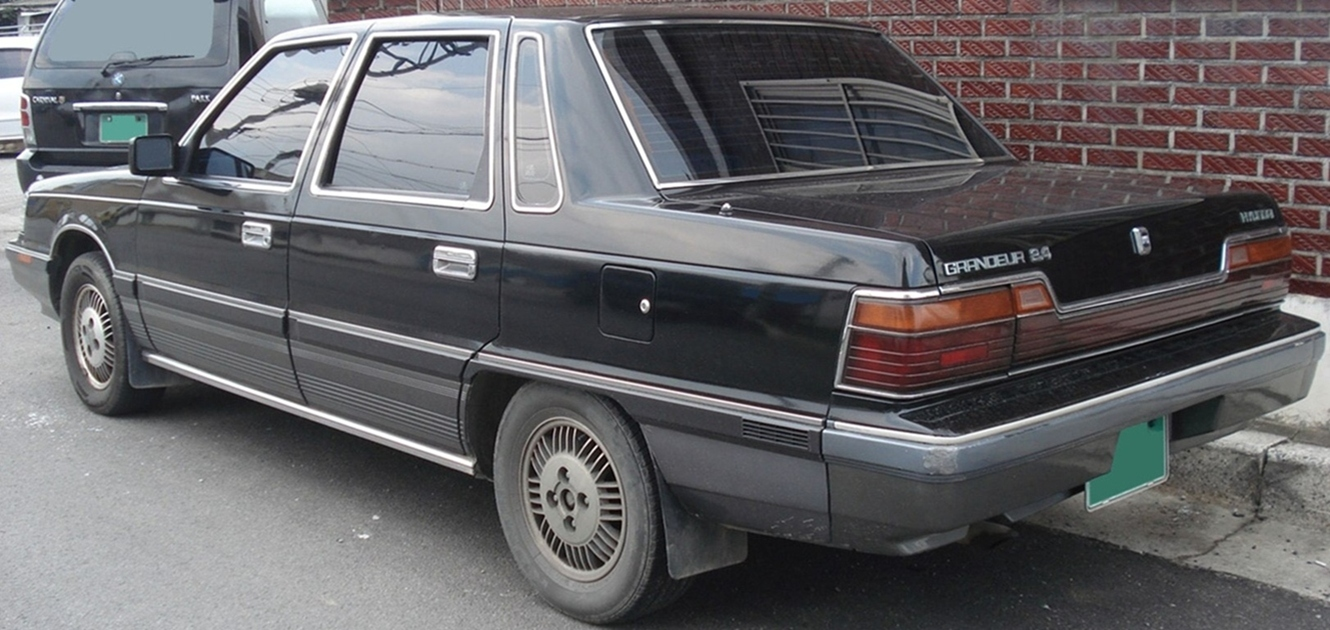
Первое поколение 1986-1992 г.
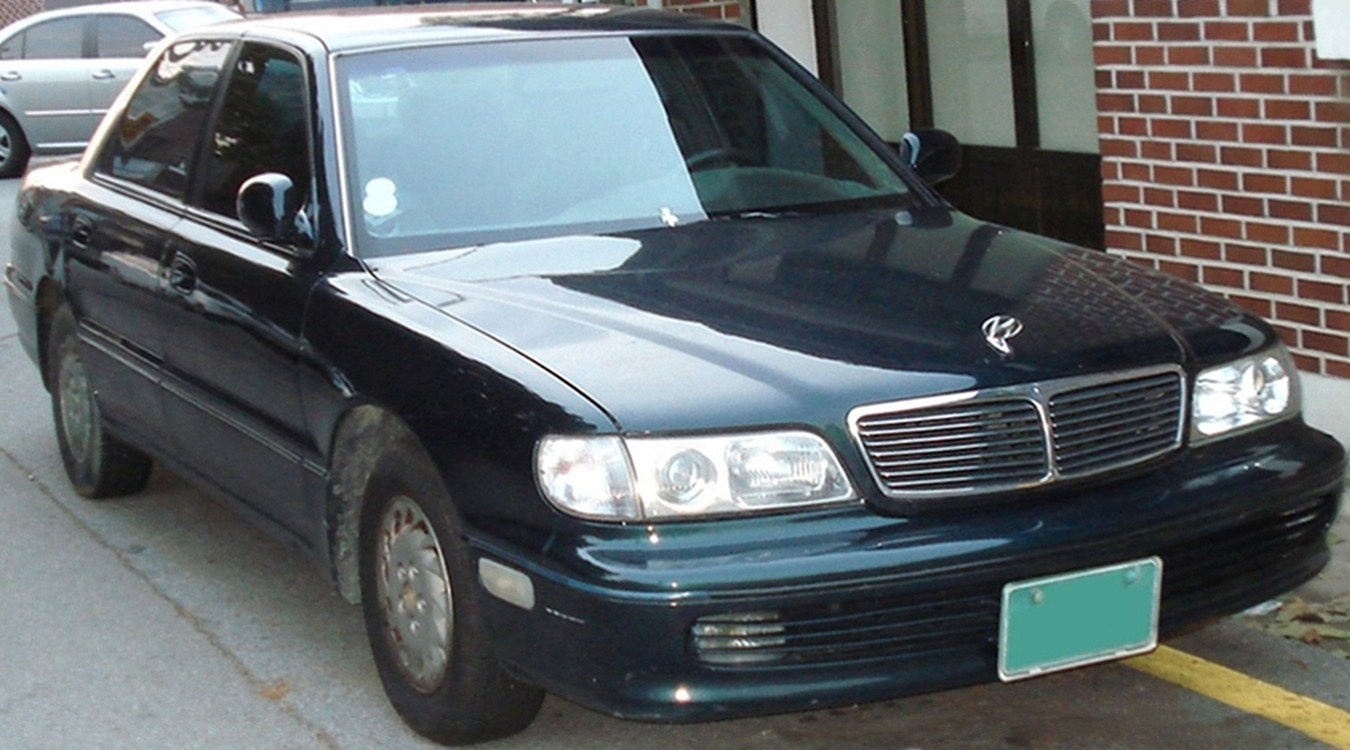
Второе поколение 1992-1998 г.
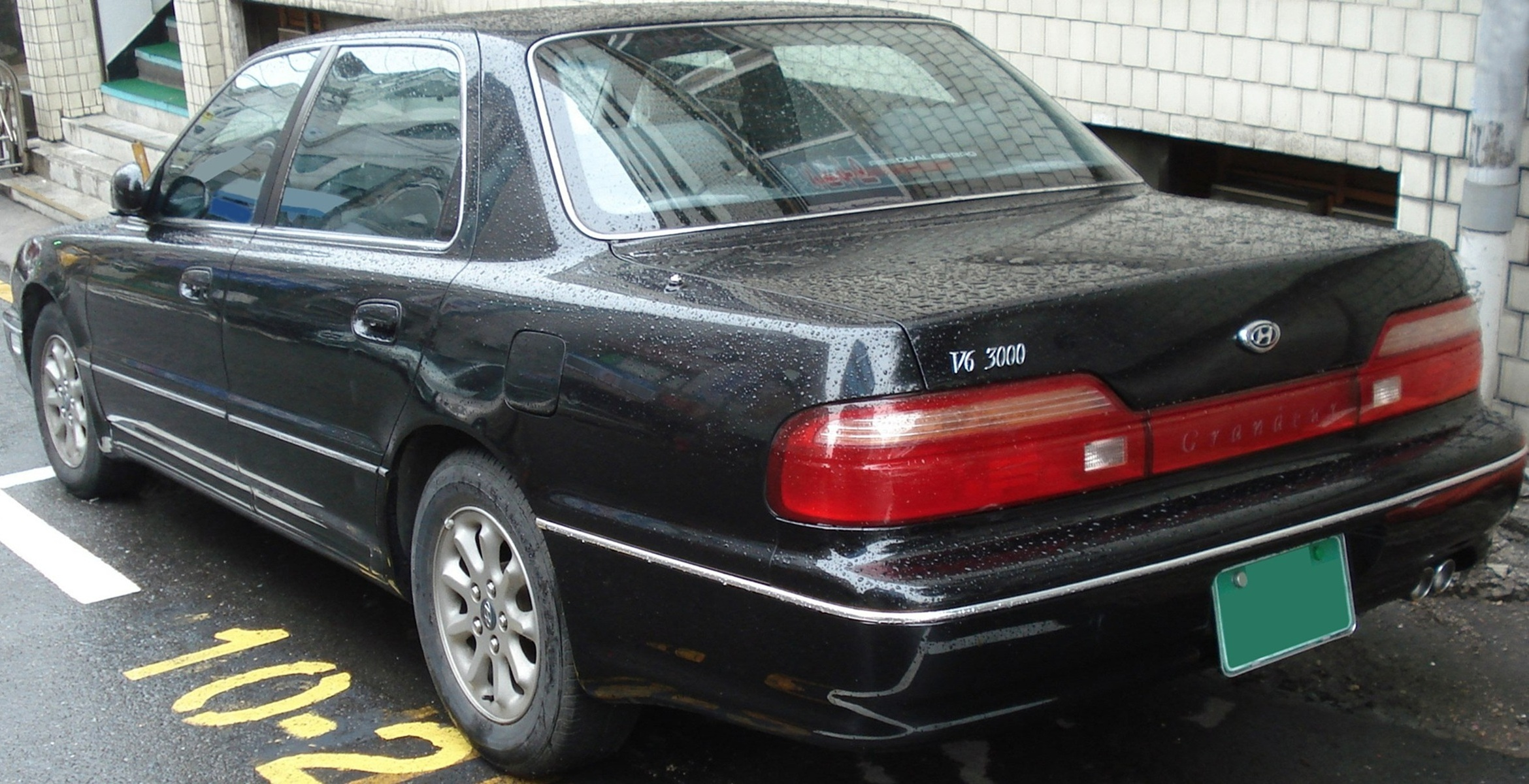
Второе поколение 1992-1998 г.
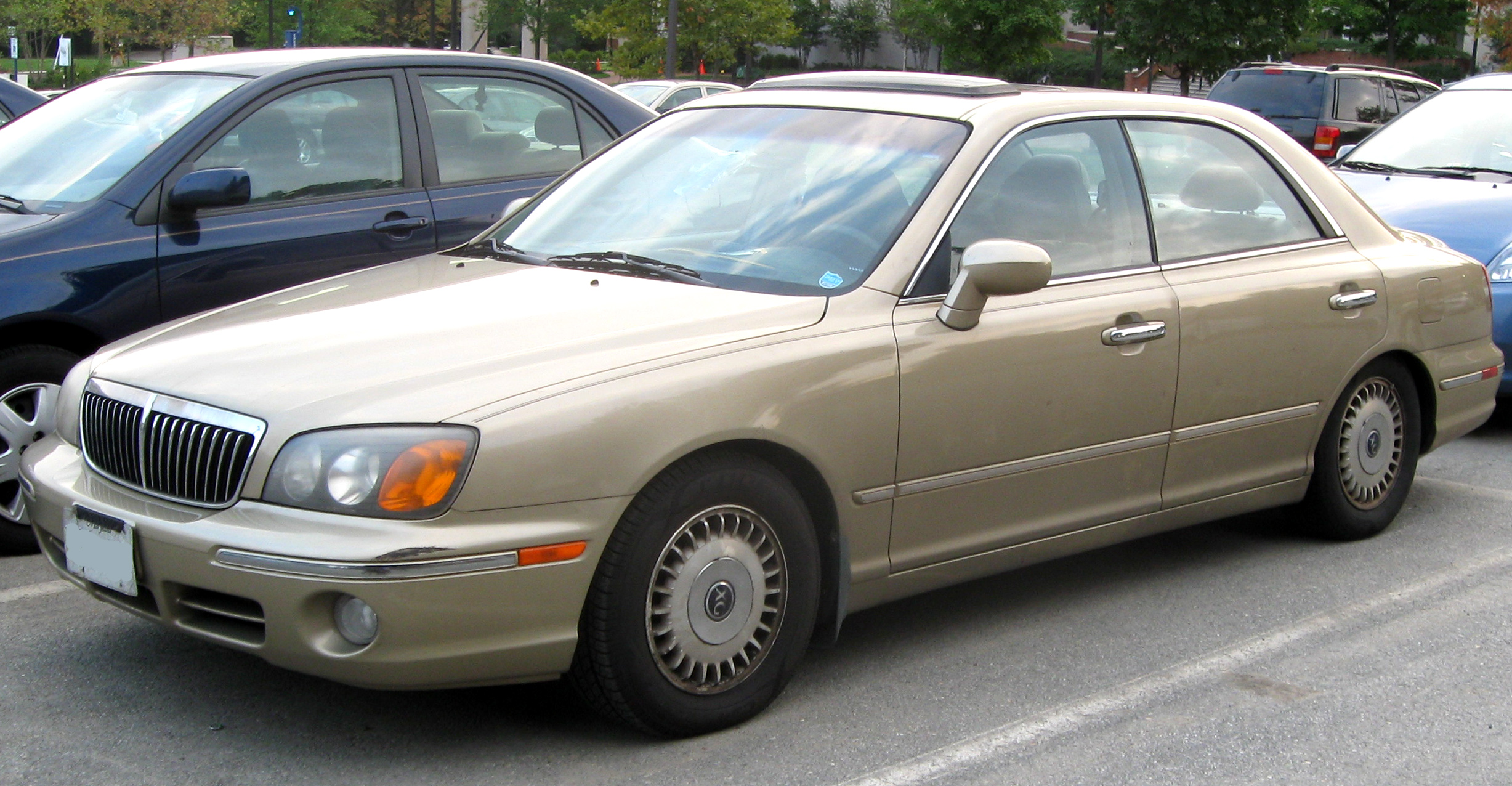
Третье поколение 1998-2005 г.
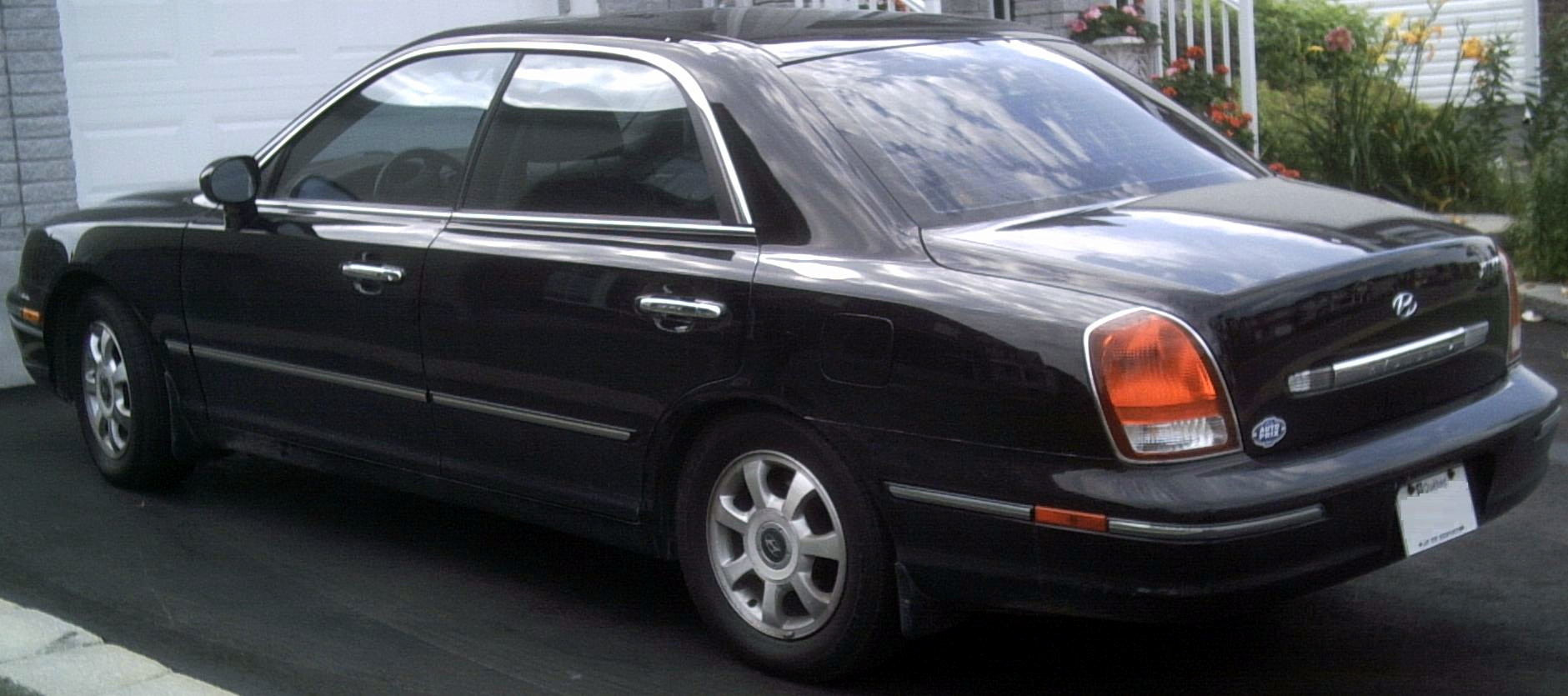
Третье поколение 1998-2005 г.
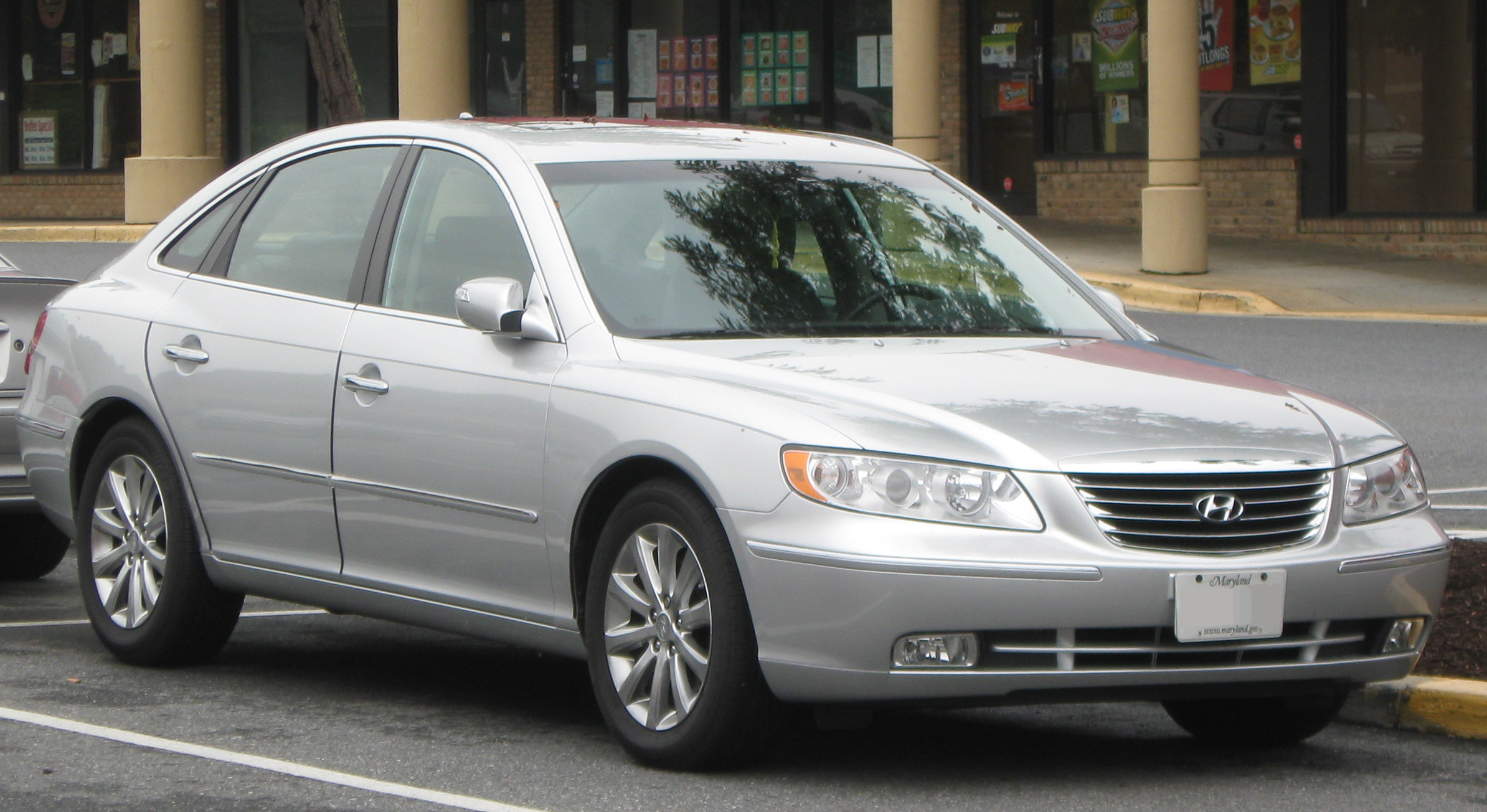
Четвертое поколение 2005-2011 г.
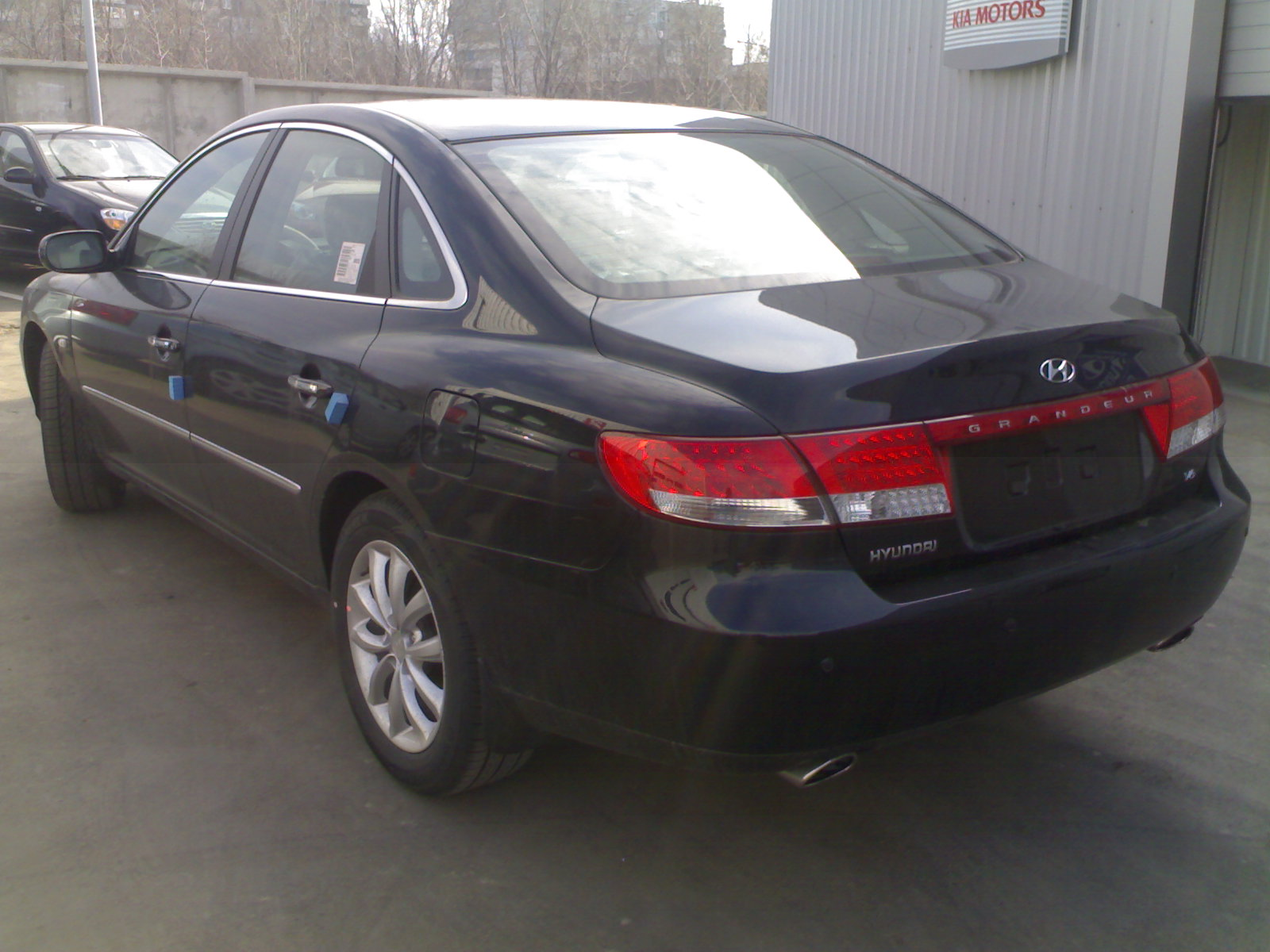
Четвертое поколение 2005-2011 г.
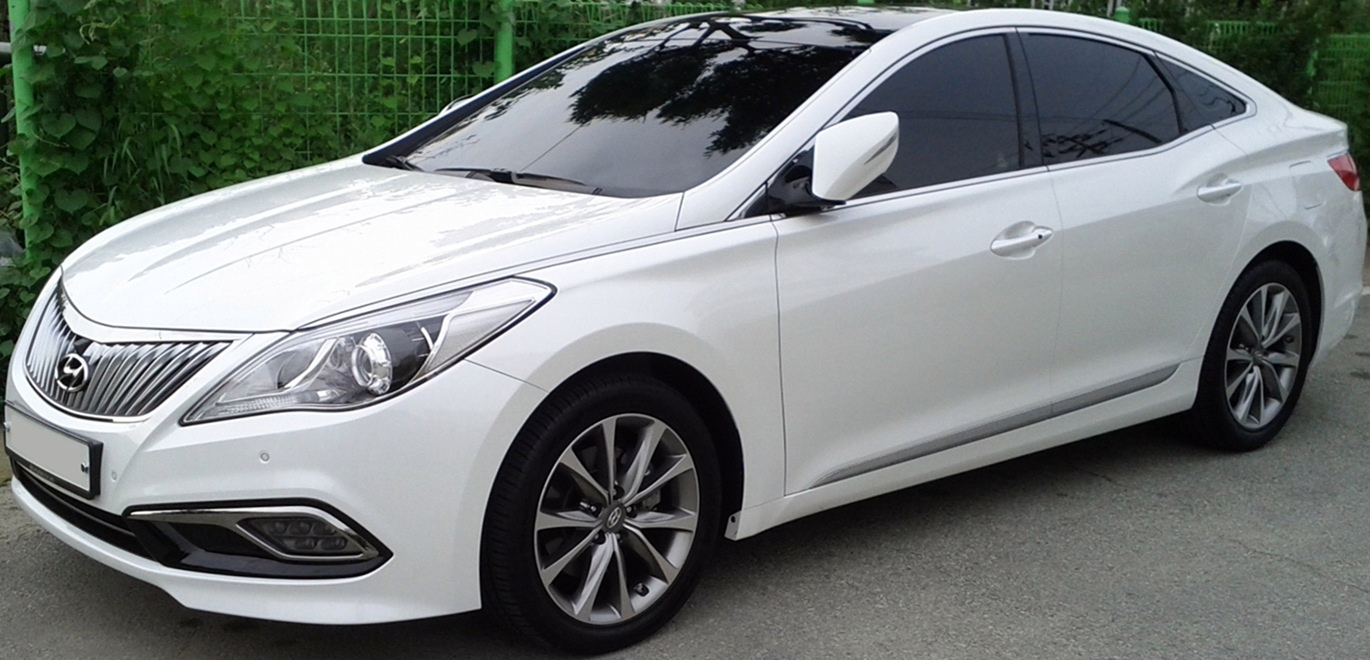
Пятое поколение 2011-2017 г.
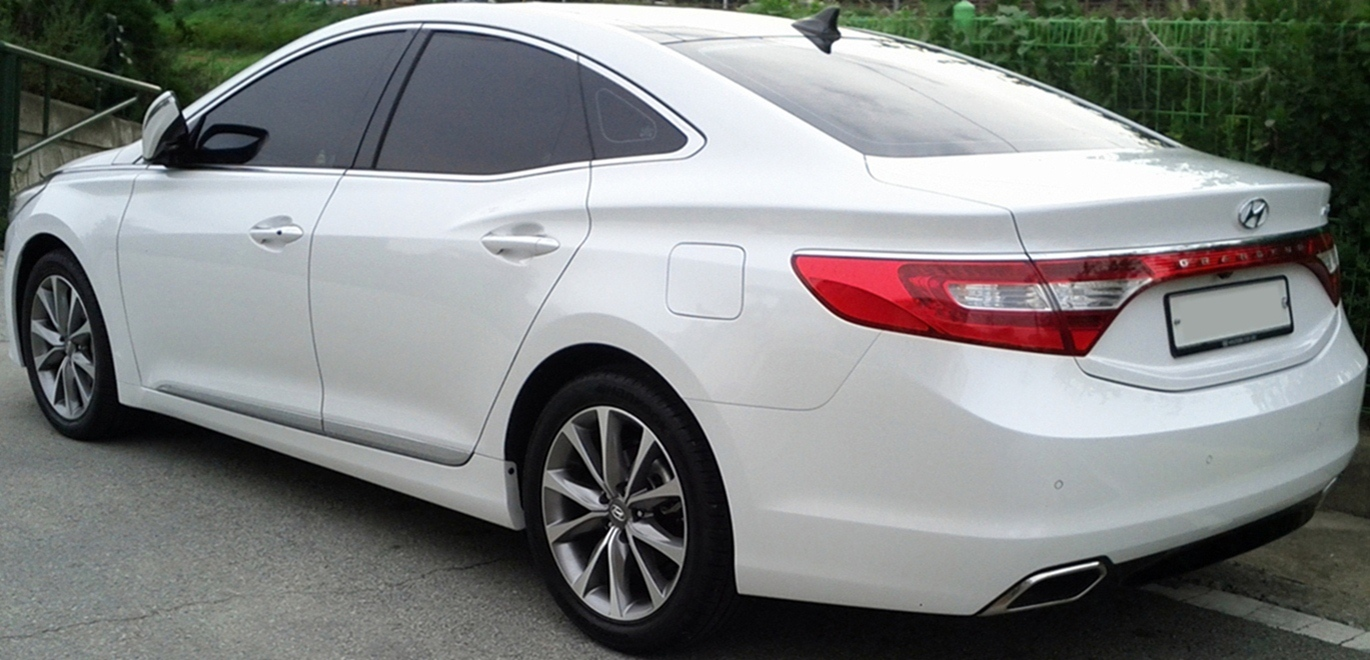
Пятое поколение 2011-2017 г.
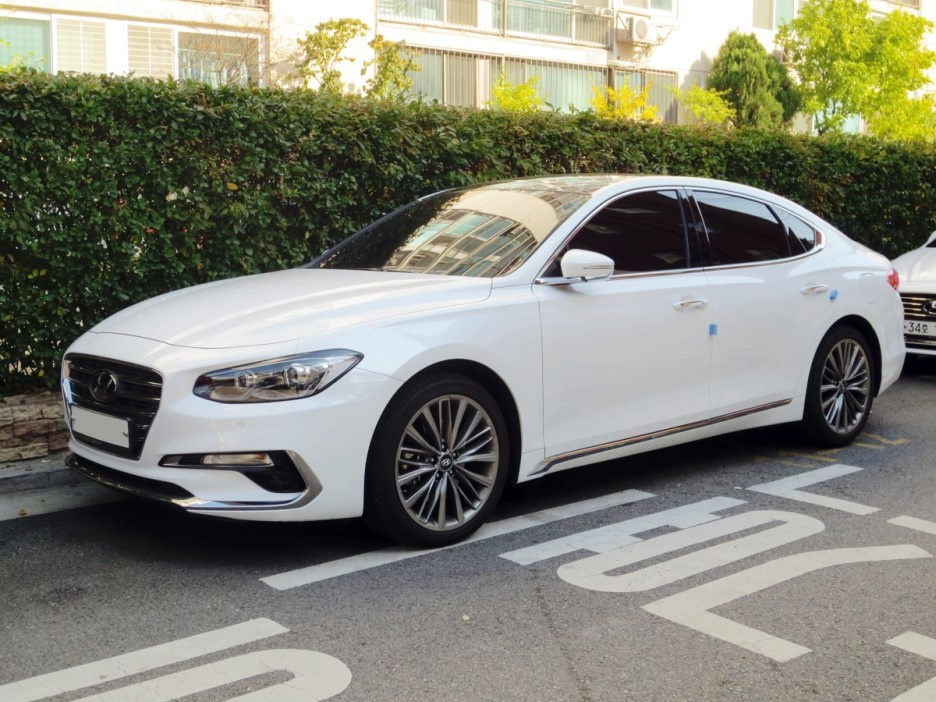
Шестое поколение 2016 г.
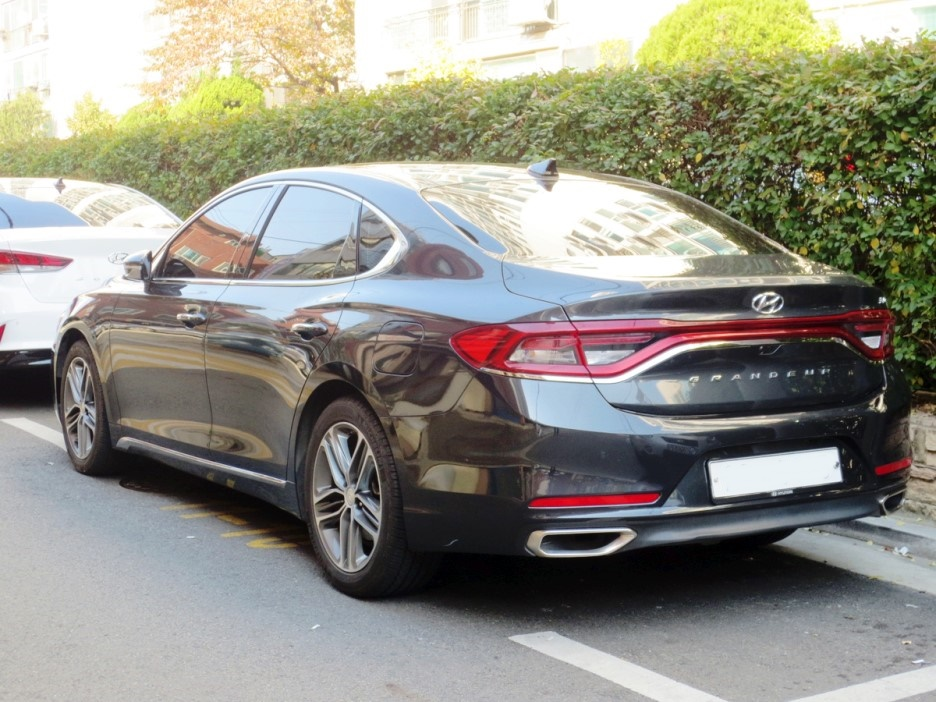
Шестое поколение 2016 г.
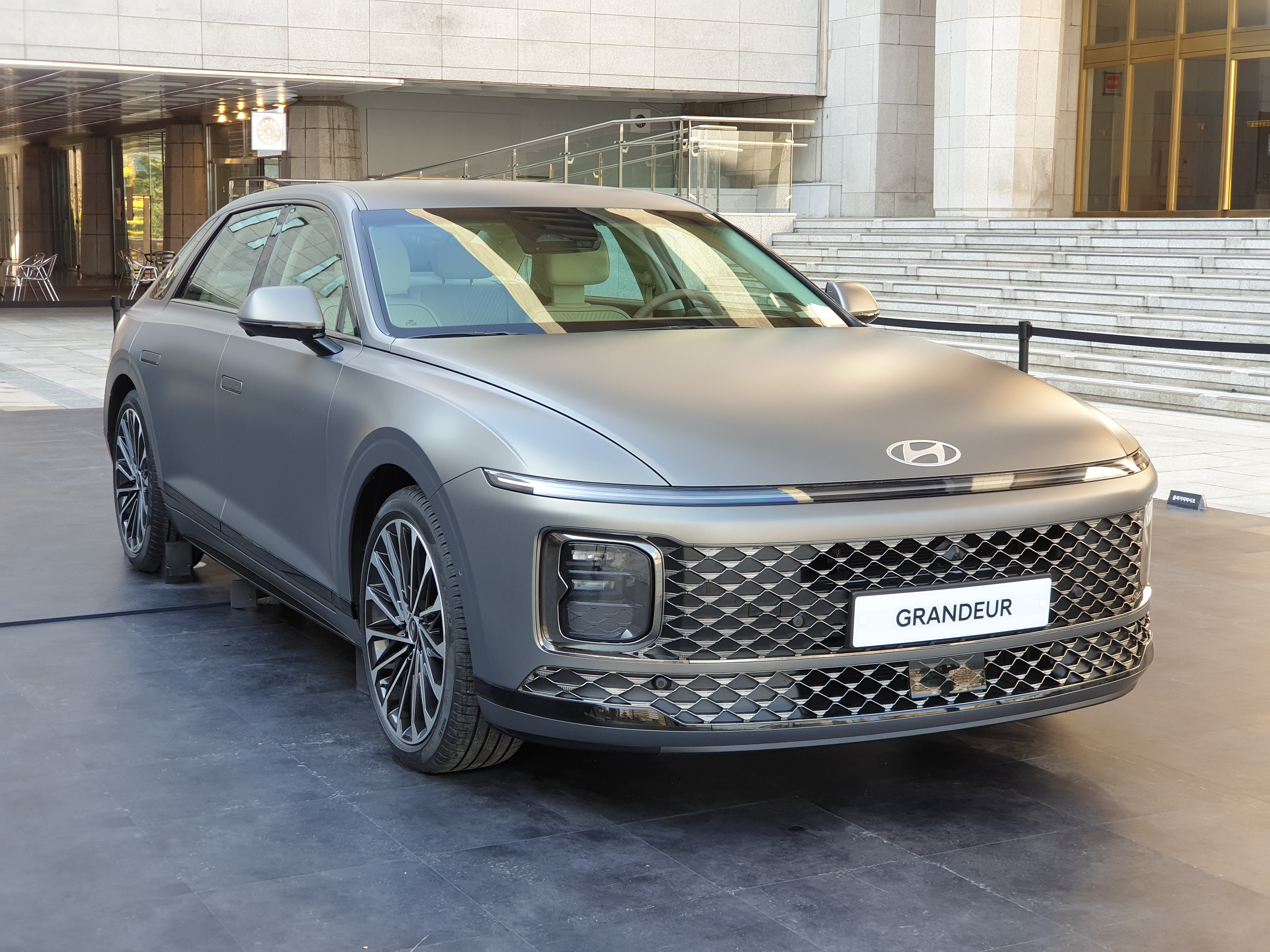
Седьмое поколение 2022 г.
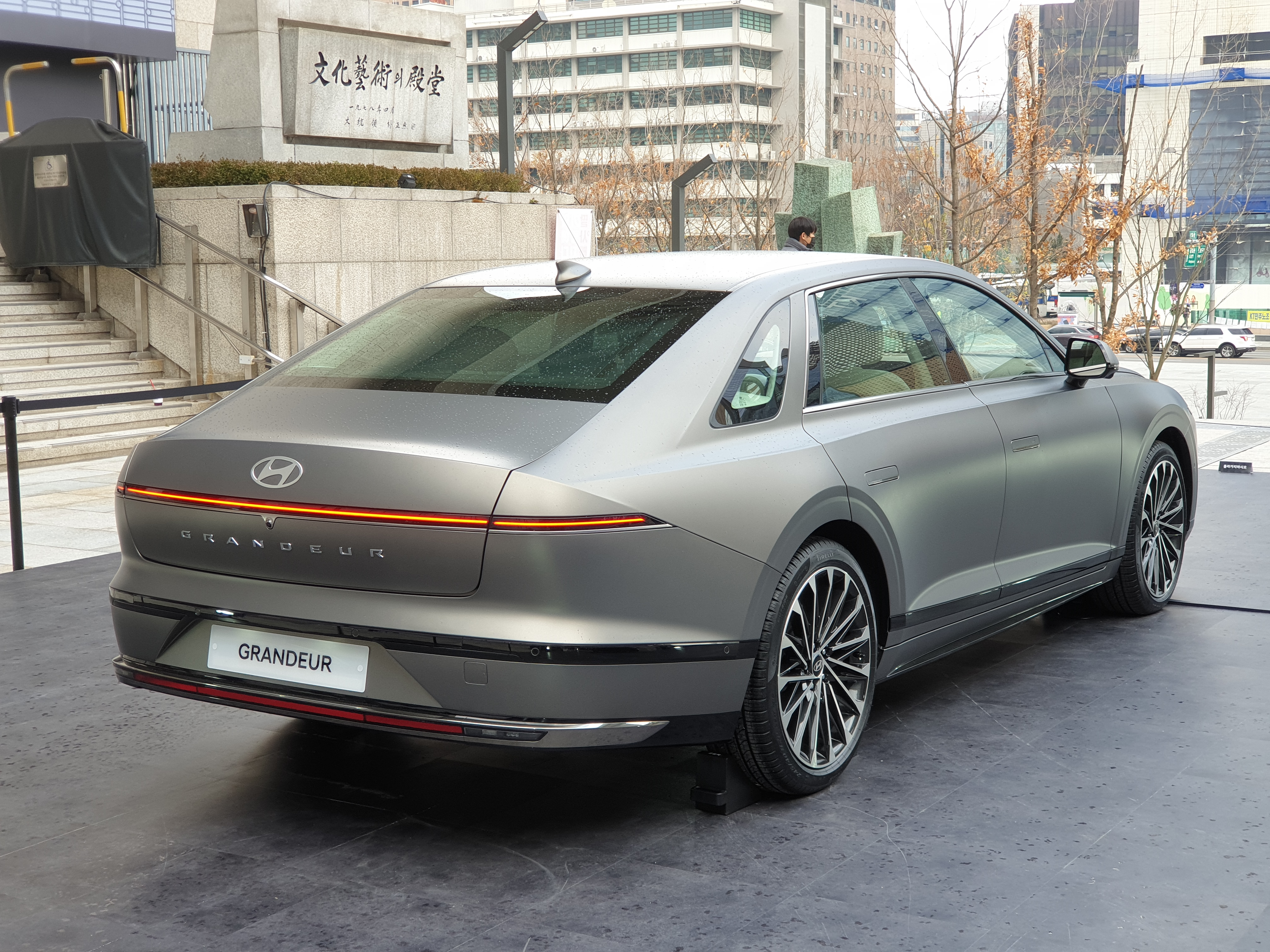
Седьмое поколение 2022 г.

## Безопасность
Grandeur оборудован фронтальными, боковыми и задними подушками безопасности, а также «шторками» безопасности, обеспечивающими защиту пассажиров при боковых ударах.
По данным NHTSA, Grandeur заработал следующие оценки.

Водитель: 
Передний пассажир: 
Сторона водителя: 
Сторона пассажира : 
Общее: 